# Richard Gillot
Richard Gillot (1975) is een golfprofessional uit Frankrijk.
Gillot begon op 7-jarige leeftijd. Zijn grote voorbeeld waren de spelers die hij op televisie zag. Toen in 1989 David Leadbetter naar Frankrijk kwam om tijdens de Ford Classic een demonstratie te geven met Nick Faldo, was zijn toekomst duidelijk. Enkele maanden later bezocht hij Leadbetter in Lake Nona, Florida en uiteindelijk heeft hij bijna tien jaar met en voor hem gewerkt.

## Amateur
Van 1990-1993 zat Gillot in de nationale selectie en in 1994, 1997 en 1998 speelde hij in het nationale team.

### Gewonnen
- 1987: Nationaal jeugdkampioenschap
- 1989: Nationaal jeugdkampioenschap

## Professional
Gillot werd in september 1998 professional en werd lid van de Franse en Zwitserse PGA. Hij speelde op de Franse Tour, de Challenge Tour (CT, 1999-2001) en tien toernooien op de Europese Tour (Zwitsers Open, Open de France en Trophée Lancôme), geen van allen met groot succes. 
Gillot werd beroemd om zijn imitaties van beroemde golfers en heeft, vooral gestimuleerd door zijn landgenoot Thomas Levet besloten daar een show van te maken. Met deze show treedt hij in binnen- en buitenland op. 
Gillot is sinds 2007 de coach van Jean-François Lucquin.

### Gewonnen
- 2000: Muermans Vastgoed Challenge (CT) op Herkenbosch